# Mercedes-Benz L3000

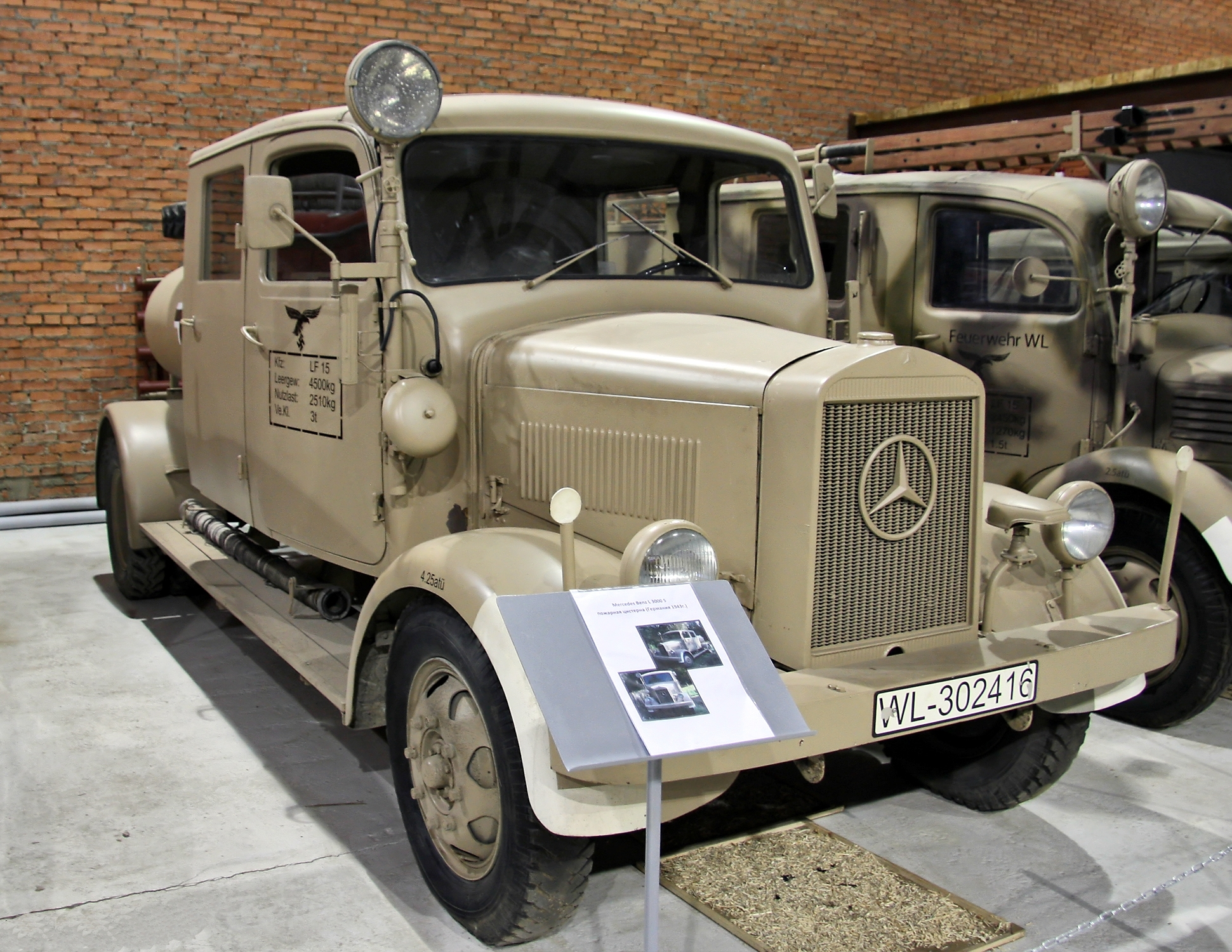
Mercedes-Benz L 3000S vrachtwagen in een museum in Noginsk, Rusland

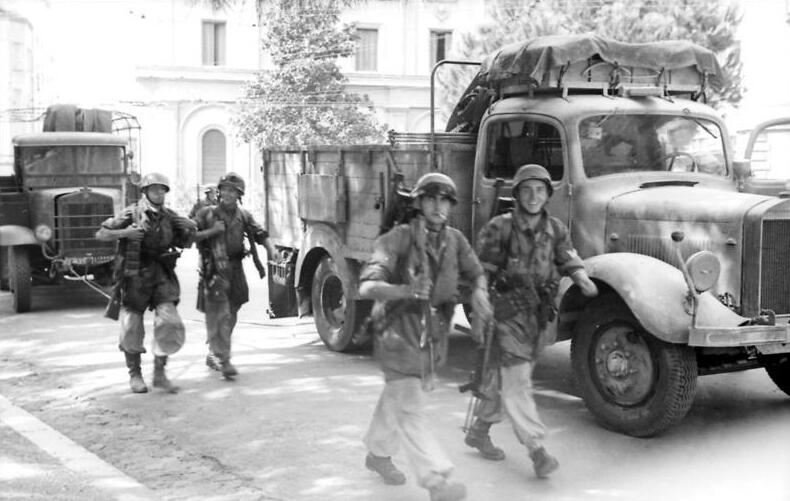
Mercedes-Benz L 3000 S in Italië met Fallschirmjäger, 1944

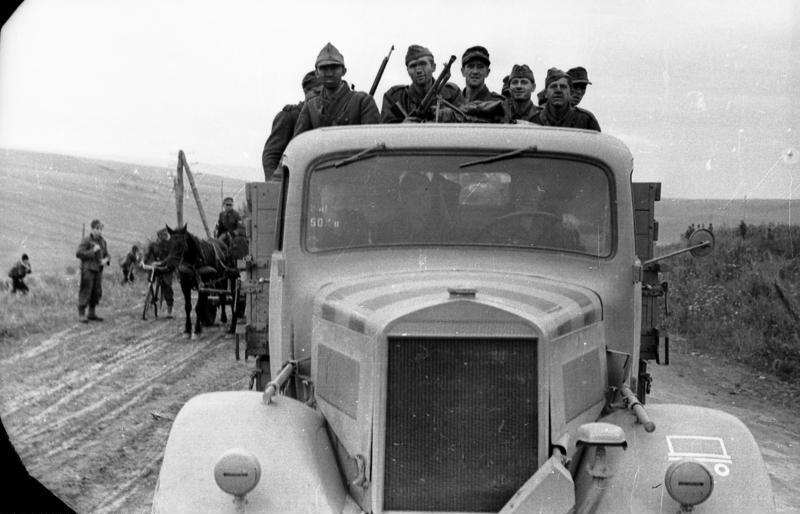
Mercedes-Benz L 3000, Hongarije, 1944

De Mercedes-Benz L3000 was een Duitse vrachtwagen, veelvuldig gebruikt voor de logistiek en het transport van de Wehrmacht tijdens de Tweede Wereldoorlog. Het voertuig maakte gebruik van een 4x2 achterwielaandrijving, woog drie ton en bereikte met haar Daimler-Benz OM 65/4 74 pk viercilinder dieselmotor een maximumsnelheid van 70 km/u. Het bewees zich hierdoor op ruw terrein nog meer betrouwbaar dan voornaamste concurrent Opel Blitz en werd dan ook op alle verschillende Duitse fronten ingezet. Met name het Afrikakorps maakte veelvuldig gebruik van het toestel tijdens de campagne in Noord-Afrika. Er werden drie versies ontwikkeld: de L3000, de L3000A en de L3000S. Tussen 1938 en 1943 werden in totaal 27.000 eenheden geproduceerd. 

## Geschiedenis
Daimler Motoren Gesellschaft bouwde al sinds 1896 lichte en zware vrachtwagens naast haar passagiersvoertuigen, met draagcapaciteit tot 10 ton. De Reichswehr gebruikte haar drietonsvoertuigen als transport voor militairen. In 1934 produceerde Daimler-Benz enkele testvoertuigen voor ruw terrein onder de naam Mercedes-Benz LG 63. Dit model werd in massaproductie gebracht als de Mercedes-Benz LG 3000 en werd vanaf 1936 geleverd aan Wehrmacht, Reichspost, Reichsbahn en bedrijven allerhande.

## Technische data
| L 3000 A                     | L 3000 A                                                         |
| Grootte en Massa             | Grootte en Massa                                                 |
| ---------------------------- | ---------------------------------------------------------------- |
| Lengte                       | 6255 mm                                                          |
| Breedte                      | 2350 mm                                                          |
| Hoogte                       | 2600 mm                                                          |
| Wielbasis                    | 3800 mm                                                          |
| Spoorbreedte vooraan         | 1633 mm                                                          |
| Spoorbreedte achteraan       | 1650 mm                                                          |
| Ground clearance             | 225 mm                                                           |
| Fording capability           | 700 mm                                                           |
| Draaidiameter                | 15,2 m                                                           |
| Massa                        | 4020 kg                                                          |
| Last                         | 3020 kg (2600 kg)                                                |
| Max. totale massa            | 7040 kg (6620 kg)                                                |
| Overige data                 |                                                                  |
| Topsnelheid                  | 70 km/h                                                          |
| Verbruik                     | 20 l / 100 km (30 l / 100 km)                                    |
| Brandstoftank                | 90 l Diesel fuel                                                 |
| Lood zuur batterij           | 2 × 12 V, 90 Ah                                                  |
| Drivetrain                   |                                                                  |
| Koppeling                    | Droge, enkele koppeling                                          |
| Versnellingsbak              | Vijf-snelheden schakelbak met bijkomende intermediate schakelbak |
| Banden                       | 7.50-20 offroad banden                                           |
| Drive                        | All-wheel-drive                                                  |
| Motor                        |                                                                  |
| Model                        | OM 65/4                                                          |
| Type                         | Rechte vier diesel met precombustiekamerinjectie                 |
| Koeling                      | Water                                                            |
| Kleppenmechanisme            | OHV                                                              |
| Boring × Slag verhouding     | 105 × 140 mm                                                     |
| Capaciteit                   | 4849 cc (296 cu in)                                              |
| Compressieratio              | 20:1                                                             |
| Rated kracht                 | 55 kW (74 pk) bij 2250 rpm                                       |
| Omwenteling bij rated kracht | 234 N·m bij 2250 rpm                                             |

() Cijfers tussen haakjes: prestaties op ruw terrein.